# Marie Foulston
 (juillet 2023).
Marie Foulston est une curatrice de jeux vidéo indépendants britannique. En 2011, elle crée le collectif The Wild Rumpus qui organise des événements publics autour du jeu vidéo indépendant. De 2015 à 2019, elle est curatrice des jeux vidéo pour le Victoria and Albert Museum, organisant notamment l'exposition Videogames: Design/Play/Disrupt en 2018-2019.